# Saint-Ouen-l'Aumône
Saint-Ouen-l'Aumône és un municipi francès, situat al departament de Val-d'Oise i a la regió de Illa de França. L'any 2007 tenia 22.876 habitants.
Forma part del cantó de Saint-Ouen-l'Aumône, del districte de Pontoise i de la Comunitat d'aglomeració de Cergy-Pontoise.

## Demografia

### Població
El 2007 la població de fet de Saint-Ouen-l'Aumône era de 22.876 persones. Hi havia 8.192 famílies, de les quals 2.305 eren unipersonals (1.093 homes vivint sols i 1.212 dones vivint soles), 1.863 parelles sense fills, 3.076 parelles amb fills i 948 famílies monoparentals amb fills.
La població ha evolucionat segons el següent gràfic:
Habitants censats

### Habitatges
El 2007 hi havia 8.736 habitatges, 8.384 eren l'habitatge principal de la família, 31 eren segones residències i 322 estaven desocupats. 3.145 eren cases i 5.531 eren apartaments. Dels 8.384 habitatges principals, 4.135 estaven ocupats pels seus propietaris, 4.121 estaven llogats i ocupats pels llogaters i 128 estaven cedits a títol gratuït; 354 tenien una cambra, 1.358 en tenien dues, 2.213 en tenien tres, 2.337 en tenien quatre i 2.122 en tenien cinc o més. 5.330 habitatges disposaven pel capbaix d'una plaça de pàrquing. A 4.424 habitatges hi havia un automòbil i a 2.291 n'hi havia dos o més.

### Piràmide de població
La piràmide de població per edats i sexe el 2009 era:
| Homes | Edats   | Dones |
| ----- | ------- | ----- |
| 0     | 95 o +  | 4     |
| 12    | 90 a 94 | 32    |
| 12    | 85 a 89 | 100   |
| 76    | 80 a 84 | 96    |
| 144   | 75 a 79 | 196   |
| 180   | 70 a 74 | 248   |
| 228   | 65 a 69 | 316   |
| 360   | 60 a 64 | 308   |
| 524   | 55 a 59 | 412   |
| 688   | 50 a 54 | 632   |
| 844   | 45 a 49 | 808   |
| 716   | 40 a 44 | 808   |
| 824   | 35 a 39 | 744   |
| 732   | 30 a 34 | 732   |
| 833   | 25 a 29 | 744   |
| 633   | 20 a 24 | 704   |
| 833   | 15 a 19 | 892   |
| 816   | 10 a 14 | 796   |
| 804   | 5 a 9   | 684   |
| 624   | 0 a 4   | 512   |

## Economia
El 2007 la població en edat de treballar era de 16.263 persones, 12.142 eren actives i 4.121 eren inactives. De les 12.142 persones actives 10.874 estaven ocupades (5.806 homes i 5.068 dones) i 1.269 estaven aturades (622 homes i 647 dones). De les 4.121 persones inactives 942 estaven jubilades, 1.776 estaven estudiant i 1.403 estaven classificades com a «altres inactius».

### Ingressos
El 2009 a Saint-Ouen-l'Aumône hi havia 8.465 unitats fiscals que integraven 23.810 persones, la mediana anual d'ingressos fiscals per persona era de 16.961 €.

### Activitats econòmiques
Dels 1.741 establiments que hi havia el 2007, 21 eren d'empreses extractives, 12 d'empreses alimentàries, 36 d'empreses de fabricació de material elèctric, 6 d'empreses de fabricació d'elements pel transport, 171 d'empreses de fabricació d'altres productes industrials, 173 d'empreses de construcció, 490 d'empreses de comerç i reparació d'automòbils, 125 d'empreses de transport, 80 d'empreses d'hostatgeria i restauració, 56 d'empreses d'informació i comunicació, 71 d'empreses financeres, 53 d'empreses immobiliàries, 290 d'empreses de serveis, 94 d'entitats de l'administració pública i 63 d'empreses classificades com a «altres activitats de serveis».
Dels 340 establiments de servei als particulars que hi havia el 2009, 2 eren oficines del servei públic d'ocupació, 2 oficines de correu, 12 oficines bancàries, 1 funerària, 56 tallers de reparació d'automòbils i de material agrícola, 4 tallers d'inspecció tècnica de vehicles, 7 establiments de lloguer de cotxes, 6 autoescoles, 27 paletes, 18 guixaires pintors, 21 fusteries, 23 lampisteries, 31 electricistes, 25 empreses de construcció, 12 perruqueries, 1 veterinari, 14 agències de treball temporal, 54 restaurants, 13 agències immobiliàries, 7 tintoreries i 4 salons de bellesa.
Dels 68 establiments comercials que hi havia el 2009, 2 eren hipermercats, 3 supermercats, 1 una gran superfície de material de bricolatge, 9 botiges de menys de 120 m², 7 fleques, 9 carnisseries, 1 una carnisseria, 1 una botiga de congelats, 2 llibreries, 7 botigues de roba, 2 botigues d'equipament de la llar, 4 botigues d'electrodomèstics, 2 botigues de mobles, 6 botigues de material esportiu, 9 drogueries i 3 floristeries.
L'any 2000 a Saint-Ouen-l'Aumône hi havia 8 explotacions agrícoles que ocupaven un total de 88 hectàrees.

## Equipaments sanitaris i escolars
El 2009 hi havia 1 hospital de tractaments de mitja durada (seguiment i rehabilitació), 1 psiquiàtric i 8 farmàcies.
El 2009 hi havia 6 escoles maternals i 8 escoles elementals. A Saint-Ouen-l'Aumône hi havia 2 col·legis d'educació secundària, 2 liceus d'ensenyament general i 1 liceu tecnològic. Als col·legis d'educació secundària hi havia 1.071 alumnes, als liceus d'ensenyament general n'hi havia 2.159 i als liceus tecnològics 460.
Saint-Ouen-l'Aumône disposava d'un centre de formació no universitària superior de formació sanitària.

## Poblacions més properes
El següent diagrama mostra les poblacions més properes.